# Diplowertebron
Diplovertebron jest nazwą rodzajową drapieżnego płaza z rzędu antrakozaurów. Żył pod koniec karbonu (moskow) na terenie obecnej Ameryki Północnej i Europy. Było to zwierzę mierzące 1 do 1,5 metra długości. Kończyny zakończone były pięcioma palcami (inne, wcześniej żyjące labiryntodonty, jak na przykład tulerpeton, czy akantostega, wyposażone były w większą ilość palców). Zwierzę prawdopodobnie polowało w wodzie.